# Richard Leaf
Richard Leaf (1 de enero de 1967) es un actor inglés de cine, teatro y televisión.

## Filmografía
- Braveheart (Gobernador de York) (1995)
- Jack & Sarah (Hombre empedrado) (1995)
- La isla de las cabezas cortadas (Snake (el mirador)) (1995)
- Mary Reilly (Padre de las niñas gritando) (1996)
- El quinto elemento (Vecino Korben) (1997)
- A spasso nel tempo: l'awentura continua (1997)
- Juana de Arco (1999)
- Best (Oficial Davies) (2000)
- Maybe Baby (Justin Cocker) (2000)
- Enigma (Baxter) (2001)
- Extn. 21 (2003)
- La Orden (2003)
- Beat (2004)
- Derailed (Recepcionista nocturno) (2005)
- Penelope
- Hannibal: el origen del mal (2007)
- Harry Potter y la Orden del Fénix (John Dawlish) (2007)